# Anti-balaka
El Anti-balaka es una alianza de grupos milicianos con base en la República Centroafricana desde principios del siglo XXI que se dice que está compuesta principalmente por cristianos. Sin embargo, algunos líderes de la iglesia han cuestionado el supuesto carácter exclusivamente cristiano de tales grupos. La Fundación de Fe Tony Blair y el periodista Andrew Katz han señalado que los animistas también participan en grupos antibalaka.
Esta milicia se formó en la República Centroafricana tras el ascenso al poder de Michel Djotodia en 2013. Amnistía Internacional informó en 2015 que algunos miembros de grupos anti-balaka habìan sido convertidos a la fuerza desde el Islam al cristianismo. Los grupos antibalaka también han secuestrado, quemado y enterrado vivas en ceremonias públicas a mujeres acusadas de ser 'brujas'.

## Terminología
Aunque "antibalaka" se traduce a menudo como "antimachete", también se le atribuye un origen diferente:

[Proviene] de la lengua de los jóvenes analfabetos que formaban la oposición armada de la Seleka y que perseguían a los musulmanes 'anti-balles à ti laka' (balas anti ti laka). El término 'laka' en el lenguaje de la calle de la República Centroafricana significa AK-47. Los anti-balakas son, por lo tanto, los portadores de grigris destinados a detener las balas de los Kalashnikov.

## Asesinato y tortura de antibalaka por parte de fuerzas de paz congoleñas de la ONU
De acuerdo con Human Rights Watch Las fuerzas de paz congoleñas que operan bajo los auspicios de la ONU asesinaron a varios miembros de la milicia antibalaka, incluido un asesinato en masa de 12 personas, y torturaron a otros.

## Historia
Algunos comentaristas han dicho que las milicias de las aldeas formadas en la década de 1990 para protegerse contra los salteadores de caminos fueron precursoras de los Antibalaka. En el año 2009, incapaz de brindar seguridad en las áreas remotas del país, el presidente  François Bozizé fomentó la generación de grupos organizados de autoprotección para combatir la delincuencia a nivel de las aldeas; estos grupos tomaron posteriorente el nombre de Antibalaka.
En marzo de 2013, el presidente Bozizé (de religión cristiana) fue derrocado por un golpe de Estado durante la Guerra Civil de la República Centroafricana por una coalición rebelde mayoritariamente musulmana conocida como Séléka . El líder de Séléka, Michel Djotodia, se convirtió en el primer presidente musulmán del país. Con la disolución del ejército por parte de Djotodia, muchos miembros del ejército se unieron a la milicia anti-balaka, aumentando su número y ayudando con el proceso de entrenamiento militar.
Djotodia anunció la disolución de la Séléka en septiembre de 2013, pero la mayoría de las milicias se negaron a disolverse. La Séléka y los antibalaka se enzarzaron en un ciclo de creciente violencia.
Como muchos cristianos tenían estilos de vida más sedentarios y muchos musulmanes eran nómadas, las reivindicaciones rivales sobre la tierra eran otra dimensión de las tensiones, En noviembre de 2013, la ONU advirtió que el país corría el riesgo de caer en una espiral de genocidio, y estaba "cayendo hacia un caos total". Francia describió al país como "...al borde del genocidio".
El 2 de diciembre de 2013, se sospecha que milicianos antibalaka mataron a 12 personas, incluidos niños, y hirieron a otras 30 en un ataque contra el pueblo fula, mayoritariamente musulmán, en Boali, según el gobierno. Esto ocurrió en medio del conflicto en la República Centroafricana bajo la administración de Djotodia. Atacantes dispararon a una mezquita en el barrio KM-5, ciudad de Bangui, prefectura de Bangui, República Centroafricana. El incidente mató al menos a 54 personas, atribuyendo el ataque a la milicia.

Territorios bajo control de los antibalaka en 2014

El comienzo de 2014 marcó un punto de inflexión: endurecidos por la guerra y las masacres, los antibalaka cometieron múltiples atrocidades. En diciembre de 2013, UNICEF informó que en la violencia sectaria en Bangui, al menos dos niños fueron decapitados y uno de ellos fue mutilado.

### 2014
En 2014, Amnistía Internacional informó de varias masacres cometidas por milicias antibalaka contra civiles musulmanes, obligando a miles de musulmanes a huir del país. El 13 de enero, más de 100 personas fueron asesinadas por los antibalaka en la masacre de Bossemptélé.
En 2014, soldados franceses encontraron el cadáver de Camille Lepage, un fotoperiodista francés desaparecido, en un camión utilizado por miembros de Anti-Balaka. El 24 de junio, 100 combatientes antibalaka atacaron Bambari, donde murieron 46 personas y 28 resultaron heridas.

### 2017
El 9 de mayo de 2017, los antibalaka atacaron a las fuerzas de la UPC en Alindao antes de retirarse a Mingala.. El 13 de mayo, los antibalaka atacaron Bangassou y mataron a más de 115 personas, incluido un miembro de las fuerzas de paz. El 18 de mayo estallaron fuertes enfrentamientos entre antibalaka y ex seleka en Bria, que se saldaron con 26 muertos.

### 2018
El 31 de octubre de 2018 estallaron enfrentamientos entre combatientes antibalaka y exséléka en Batangafo que provocaron al menos 15 muertos.

### 2019

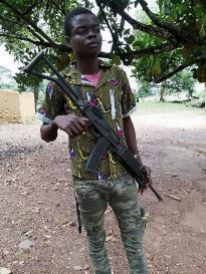
Peleador Anti-balaka en Mobaye, 2019

En 2019, un líder antibalaka en Satema mató a una niña de 14 años en un ritual para aumentar las ganancias de las minas.

### 2020
- 3 de Augusto: Los antibalaka atacaron Grimari y bloquearon las carreteras hacia Sibut y Bambari. Las FACA lograron recuperar la ciudad el mismo día y mataron a un comandante antibalaka.[33]
- 23 de octubre: Estallaron enfrentamientos entre dos facciones de Anti-balaka en Batangafo.[34] Otro enfrentamiento fue reportado días después entre milicianos Anti-balaka y ex-Séléka en la ciudad. Siete personas muerieron (siendo tres civiles y cuatro milicianos) y más de 100 fueron heridos.[35]
- 17 de diciembre: Los antibalaka se unieron a la Coalición de Patriotas por el Cambio.[36]
- 26 de diciembre: combatientes antibalaka de Kaga-Bandoro atacaron Dekoa y mataron a tres soldados de paz burundianos. Tres milicianos fueron arrestados por fuerzas de MINUSCA.[37]

### 2021
Desde 2021, un gran número de excombatientes antibalaka han sido reclutados por el Grupo Wagner para formar parte de los llamados Rusos Negros. Han sido responsables de numerosos crímenes de guerra, incluidos los asesinatos de Boyo en 2021.

## Líderes
- Maxim Mokom – líder de la rama Mokom. Uno de los signatarios del acuerdo de paz de 2019.[39]
- Dieudonné Ndomate – líder de la rama Ngaïssona. Uno de los signatarios del acuerdo de paz de 2019.[39] Detenido el 11 de mayo de 2021 en Bouca.[40]
- Patrice Edouard Ngaissona – exlíder de Anti-balaka. Detenido en diciembre de 2018 en Francia.[41]
- Alfred Yekatom – arrestado en noviembre de 2018.
- Eric Danboy Bagale  – arrestado en septiembre de 2020 en Francia.[42]

### Lobaye
- Habib Soussou: líder antibalaka en Boda desde el 11 de abril de 2014 y en Lobaye desde el 28 de junio de 2014. Sujeto a sanciones de la ONU.[43] El 1 de junio de 2018, fue ascendido por decreto del ministro de Defensa a cabo maestro de las fuerzas armadas.[44]

### Nana-Mambéré
- Marcel Ndale – líder de Anti-balaka en Bouar.[45]

### Alto Kotto
- Thierry Pelenga alias Bokassa, líder antibalaka en la subprefectura de Haute-Kotto
- Jean-Francis Diandi alias Ramazani, líder antibalaka de Bria

### Ouaka
- Dimitri Ayoloma - Líder antibalaka en Grimari, responsable del asesinato del pacificador. En diciembre de 2020, se negó a unirse al CPC y, en cambio, ayudó a las fuerzas gubernamentales.[46]